# Kukadło
Kukadło (prononciation : [kuˈkadwɔ]) est un village polonais de la gmina de Bobrowice dans le powiat de Krosno Odrzańskie de la voïvodie de Lubusz dans l'ouest de la Pologne.
Il se situe à environ 4 km au sud-est de Bobrowice (siège de la gmina), 12 km au sud de Krosno Odrzańskie (siège du powiat) et 27 km à l'ouest de Zielona Góra (siège de la diétine régionale).
Le village comptait approximativement une population de 46 habitants en 2007.

## Histoire
Avant 1945, ce village était sur le territoire de l'Empire allemand dans le Royaume de Prusse dans la province de Brandebourg sous le nom de Kuckädel (voir Évolution territoriale de la Pologne).
De 1975 à 1998, le village appartenait administrativement à la voïvodie de Zielona Góra.

Depuis 1999, il appartient administrativement à la voïvodie de Lubusz.